# 7051 Sean
7051 Sean este un asteroid din centura principală de asteroizi.

## Descriere
7051 Sean este un asteroid din centura principală de asteroizi. A fost descoperit pe 13 mai 1985 la Observatorul Palomar de Carolyn S. Shoemaker și Eugene M. Shoemaker. Asteroidul prezintă o orbită caracterizată de o semiaxă mare de 3,24 ua, o excentricitate de 0,11 și o înclinație de 3,1° în raport cu ecliptica.